# Ватерло (Квебек)
Ватерло (фр. Waterloo) је град у Канади у покрајини Квебек. Према резултатима пописа 2011. у граду је живело 4.330 становника.

## Становништво
Према резултатима пописа становништва из 2011. у граду је живело 4.330 становника, што је за 6,8% више у односу на попис из 2006. када је регистровано 4.054 житеља.
| 2006. | 2011. |
| ----- | ----- |
| 4.054 | 4.330 |